# Masacre de Ciaculli
La masacre de Ciaculli del 30 de junio de 1963 fue causada por un coche bomba que explotó en Ciaculli, a las afueras de Palermo, y que mató a siete policías y oficiales militares enviados para desactivarla tras una llamada anónima. La bomba iba dirigida a Salvatore «Ciaschiteddu» Greco, jefe de la cúpula y de la familia mafiosa de Ciaculli. El jefe de la mafia Pietro Torretta fue considerado como el hombre que estaba detrás del atentado.
La masacre Ciaculli fue el punto culminante de una sangrienta guerra mafiosa entre clanes rivales de Palermo a principios de 1960 —ahora conocida como Primera guerra de la mafia—. Una segunda se iniciaría en la década de 1980, cuya lucha fue sobre el control de las rentables oportunidades provocadas por el rápido crecimiento urbano y el comercio ilícito de heroína en América del Norte. La ferocidad de la lucha no tenía parangón hasta entonces, cosechando sesenta y ocho víctimas desde 1961 hasta 1963.

## Antecedentes
En la década de 1950 la mafia tenía intereses en la propiedad urbana, la especulación del suelo, el sector público, el transporte de mercancías y los mercados mayoristas de frutas, verduras, carnes y pescados que servían a la floreciente ciudad de Palermo, cuya población aumentó en 100.000 entre 1951 y 1961.
Se fue desarrollando una relación entre mafiosos y una nueva generación de políticos del Partido Demócrata Cristiano (Democracia Cristiana) tales como Salvo Lima y Vito Ciancimino. Lima tenía contactos con Angelo La Barbera, Tommaso Buscetta y el principal empresario de la construcción, Francesco Vassallo.
El período 1958-1964, cuando Lima era alcalde de Palermo y Ciancimino asesor de obras públicas, fue referido con el nombre de «saqueo de Palermo». En cinco años, se firmaron más de 4000 licencias urbanísticas, más de la mitad a nombre de tres pensionistas que no tenían ninguna relación con la construcción. El auge de la construcción provocó la destrucción del cinturón verde de la ciudad y de las villas que habían simbolizado un gusto por la arquitectura, para dar paso a una invasión de cemento y de bloques de apartamentos de mala calidad.

## Primera guerra de la mafia
El conflicto estalló por un cargamento manipulado de heroína y la muerte de Calcedonio Di Pisa —un aliado de los Greco— en diciembre de 1962. Los Greco tenían la sospecha de que detrás de su muerte estaban los hermanos Angelo y Salvatore La Barbera.
La masacre de Ciaculli cambió lo que hasta entonces había sido una guerra entre clanes de la mafia en una guerra contra la mafia. Ello llevó a que aparecieran los primeros indicios de lucha contra la mafia por parte del Estado. En un periodo de diez semanas, 1200 mafiosos fueron arrestados, muchos de los cuales se mantendrían fuera de circulación durante un tiempo. La Comisión fue disuelta y de los mafiosos que habían escapado de la detención —entre ellos Tommaso Buscetta— muchos partieron a los Estados Unidos, Canadá, Argentina, Brasil y Venezuela. Salvatore «Ciaschiteddu» Greco huyó a Caracas, en Venezuela.
La atrocidad estimuló al Parlamento italiano en la aplicación de una ley aprobada en diciembre de 1962 para la constitución de una Comisión Antimafia que se reunió por primera vez el 6 de julio de 1963. Su informe final fue presentado en 1976.

## Autoría
De acuerdo con Tommaso Buscetta —después de que se convirtiera en colaborador de justicia en 1984—, fue Michele Cavataio, el jefe del barrio de Acquasanta de Palermo, el responsable de la bomba Ciaculli. Cavataio había perdido su influencia respecto de los Greco en una guerra por el mercado al por mayor a mediados de 1950. Entonces, Cavataio asesinó a Di Pisa a sabiendas de que los hermanos La Barbera habrían sido culpabilizados por los Grecos y que, por tanto, hubiera comenzado una guerra entre clanes. Mientras tanto, siguió alimentando la guerra a través de ataques con bombas y otros asesinatos.
Cavataio estaba respaldado por otras familias de la mafia que se resentían del creciente poder de la Comisión en detrimento de la actuación libre e independiente de las familias. Cavataio fue asesinado el 10 de diciembre de 1969 en Viale Lazio, como represalia por lo ocurrido en 1963, por un escuadrón que incluía a Bernardo Provenzano, Calogero Bagarella (hermano mayor de Leoluca Bagarella, el cuñado de Totò Riina), Emanuele D’Agostino, de la familia mafiosa de Santa Maria di Gesù que dirigía Stefano Bontade, Gaetano Grado y Damiano Caruso, un soldado de Giuseppe Di Cristina, el jefe de la mafia de Riesi. El ataque es conocido como Matanza de Viale Lazio.
Varios jefes mafiosos importantes habían decidido eliminar a Cavataio por instigación de Salvatore «Ciaschiteddu» Greco, ya que este creía la teoría de Buscetta sobre cómo había comenzado esta guerra mafiosa. La composición del escuadrón, de acuerdo con las declaraciones de Buscetta, fue una clara indicación de que el asesinato había sido acordado en conjunto por todas las grandes familias de la mafia siciliana: no solo se incluyó a Calogero Bagarella de Corleone, y a un miembro de la familia de Stefano Bontate en Palermo, sino también a un soldado de la familia de Giuseppe Di Cristina en el otro extremo de Sicilia, en Riesi. El baño de sangre en Viale Lazio marcó el final de una «pax mafiosa» que había reinado desde la masacre de Ciaculli.

## Víctimas
Las siete víctimas de la massacre fueron Mario Malausa, Corrao Silvio, Vaccaro Calogero, Altomare Eugenio y Mario Farbelli, por parte de los Carabinieri, y Pasquale Nuccio y Ciacci Giorgio, por parte del Ejército Italiano.